# Nicèfor Blemmides
Nicèfor Blemmides (Nicephorus Blemmidas o Blemmydas, Νικηφόρος) fou un escriptor romà d'Orient del segle xiii, descendent d'una rica i noble família; va agafar ordres i va viure com un asceta.
A Nicea va construir una església pagada de la seva butxaca i en fou ordenat prevere, i allí va donar exemple de vida cristiana. Un dia va entrar a aquesta església la dama Marquesina, la concubina de l'emperador de Nicea Joan III Ducas Vatatzes i Nicèfor la va fer fora. Marquesina no se'n volia anar i quan en fou obligada, Nicèfor va començar a patir les represàlies de l'emperador.
Això va durar fins que va pujar al tron Teodor II Làscaris, que fins i tot li va oferir el patriarcat a la mort de Germà II de Constantinoble, però va refusar el càrrec. Es va mostrar proper als llatins. La data de la seva mort és desconeguda.
Va escriure: 
1. Opusculum de Processione Spiritus Sancti, &c.. En aquesta obra adopta íntegrament els punts de vista dels catòlics romans sobre la processó de l'Esperit Sant i altres qüestions, cosa sorprenent, ja que va escriure una segona obra sobre el mateix tema, on defensa l'opinió de l'església grega. Lleó Al·laci el vol justificar dient que aquesta obra la van publicar els seus enemics per desprestigiar-lo.
2. De Processione Spirtius Sancti Libri I. On defensa els punts de vista de l'església ortodoxa.
3. Epístola ad plurimos data postquam Marchesinam temple ejeceiat.
4. Epitome Logica et Physica.

Existeixen altres obres de Nicèfor Blemmides conservades en manuscrit.